# آنا جارفامار
آنا جارفامار (انگلیسی: Anna Järphammar؛ زادهٔ ۱۳ ژانویهٔ ۱۹۶۹) روزنامه‌نگار، و عکاس اهل سوئد است.